# Nordhausen
Nordhausen város Németország Türingia tartományában. A Harz vidékének Halberstadt után második legnagyobb városa.

## Fekvése
A Harz-hegység keleti határvidékén, Erfurttól északnyugatra fekvő település.

## Történelem

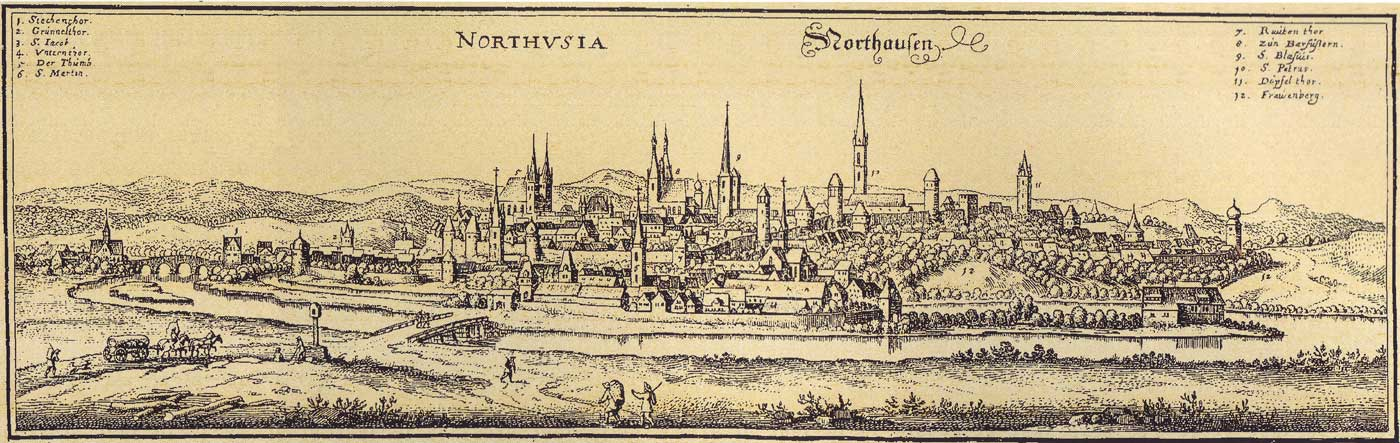
Nordhausen egy 1611-1691 közötti metszeten

A jelenlegi Petersburg déli lejtőjén már 785-ben létezett egy frankóniai település és táborhely. A helység neve azonban csak Madarász Henrik 927  május 13-án kelt adománylevelében szerepelt először, majd 910-ben ő építette a várat is településen, majd felesége Ringelheimi Matilda 961-ben női szerzetesrendet is alapított itt.
Oroszlán Henrik Rőtszakállú Frigyessel fennállott viszálykodásakor 1180-ban megostromolta és felgyújtotta a várost, melyet a 12. század végén építettek újjá., utána 1220-ban a női kolostor férfi kanonokrend tulajdonába került, temploma pedig csakhamar székesegyház rangot nyert, II. Frigyes császár pedig szabad városi címet adott a településnek. 1260-ban a városi tanács is megalakult. 1500-ban Nordhausen az alsó-szászországi birodalmi körzet része lett.
1523-ban a reformáció is elérte a várost. A nagy hittérítő itt Müntzer Tamás volt. 1540-ben és 1612-ben is leégett a város. 1626-ban a pestis elpusztította a lakosság nagyobbik részét. A bajt csak tetézték a harmincéves háború csapásai. 1802. augusztus 2-án a porosz seregek elfoglalták a várost.
1871 és 1933 között Szászország része volt a város. 1945-ben az amerikai csapatok foglalták el a várost. 1949-ben lett a Német Demokratikus Köztársaság része. 1952-ben egy kormányzati döntés eredményeképp Türingiához csatolták. 1990-ben lett az újraegyesült Németország része.

## Kultúra

### Templomok és kolostorok
- Altendorfer Kirche „St. Maria im Tale“
- Dom „Zum Heiligen Kreuz“
- Frauenbergkirche „St. Maria auf dem Berg“
- Petriturm
- Pfarrhaus und Kirche „St. Blasii“
- Torhaus des Spendekirchhofes

## Galéria

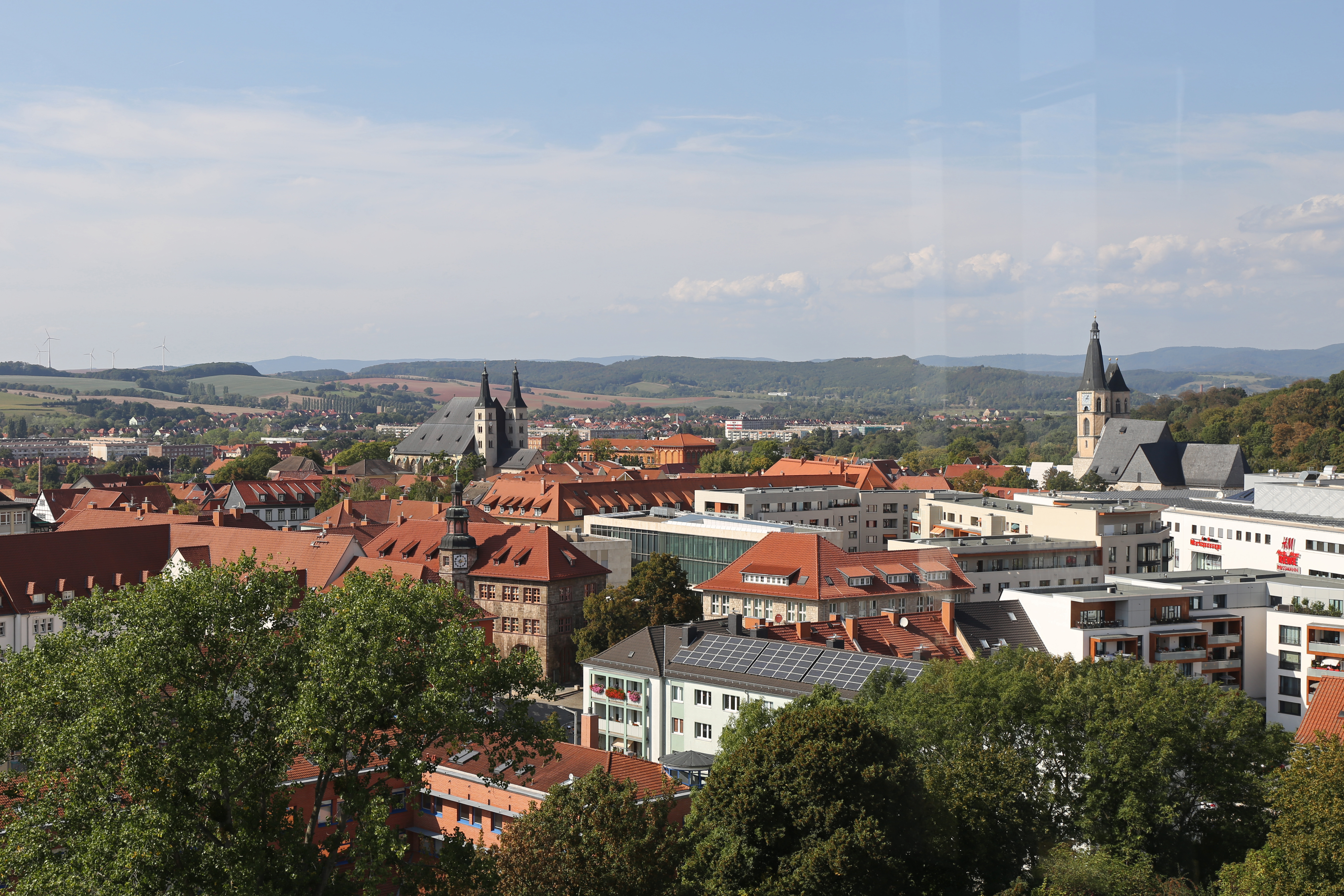
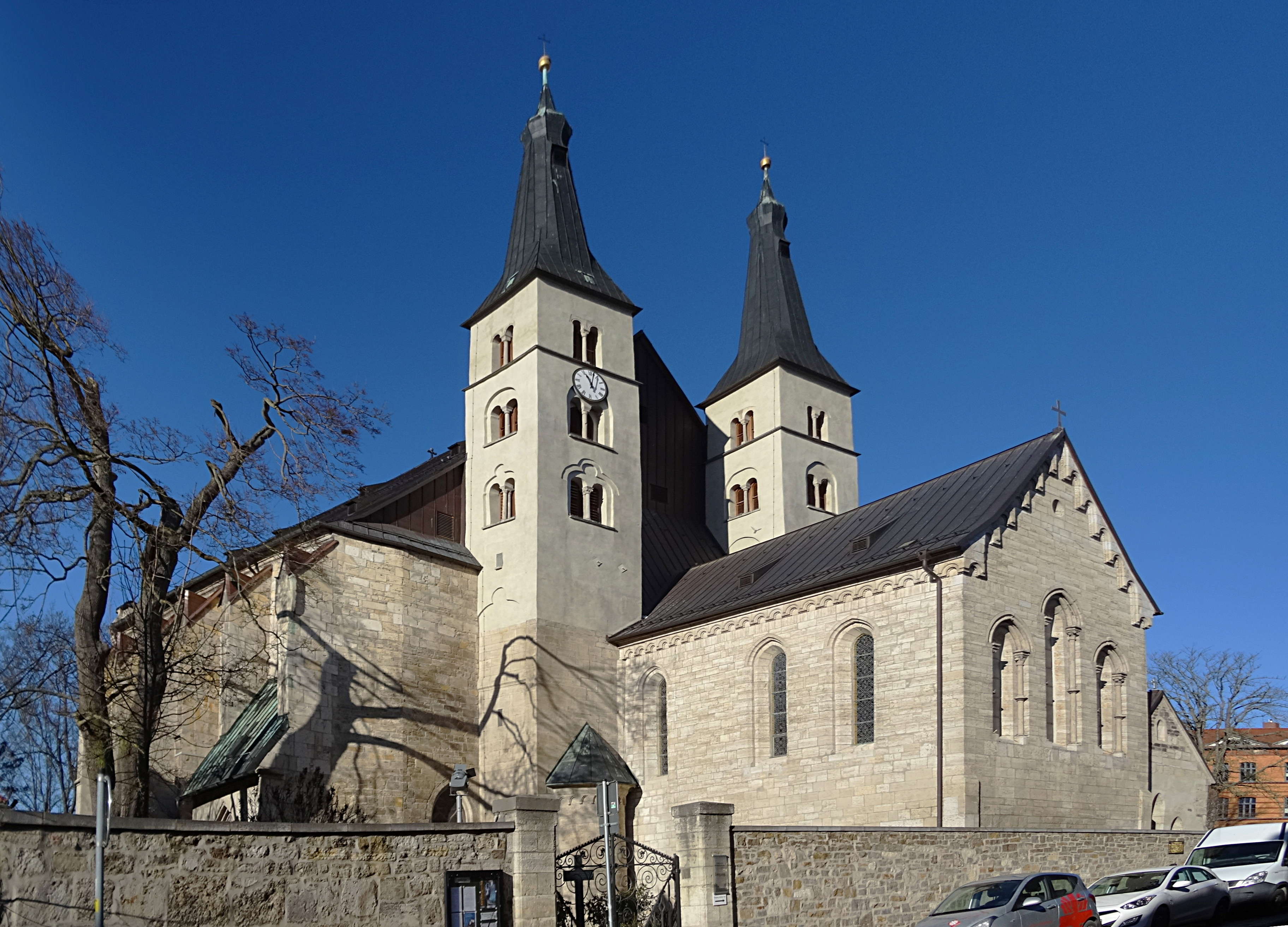
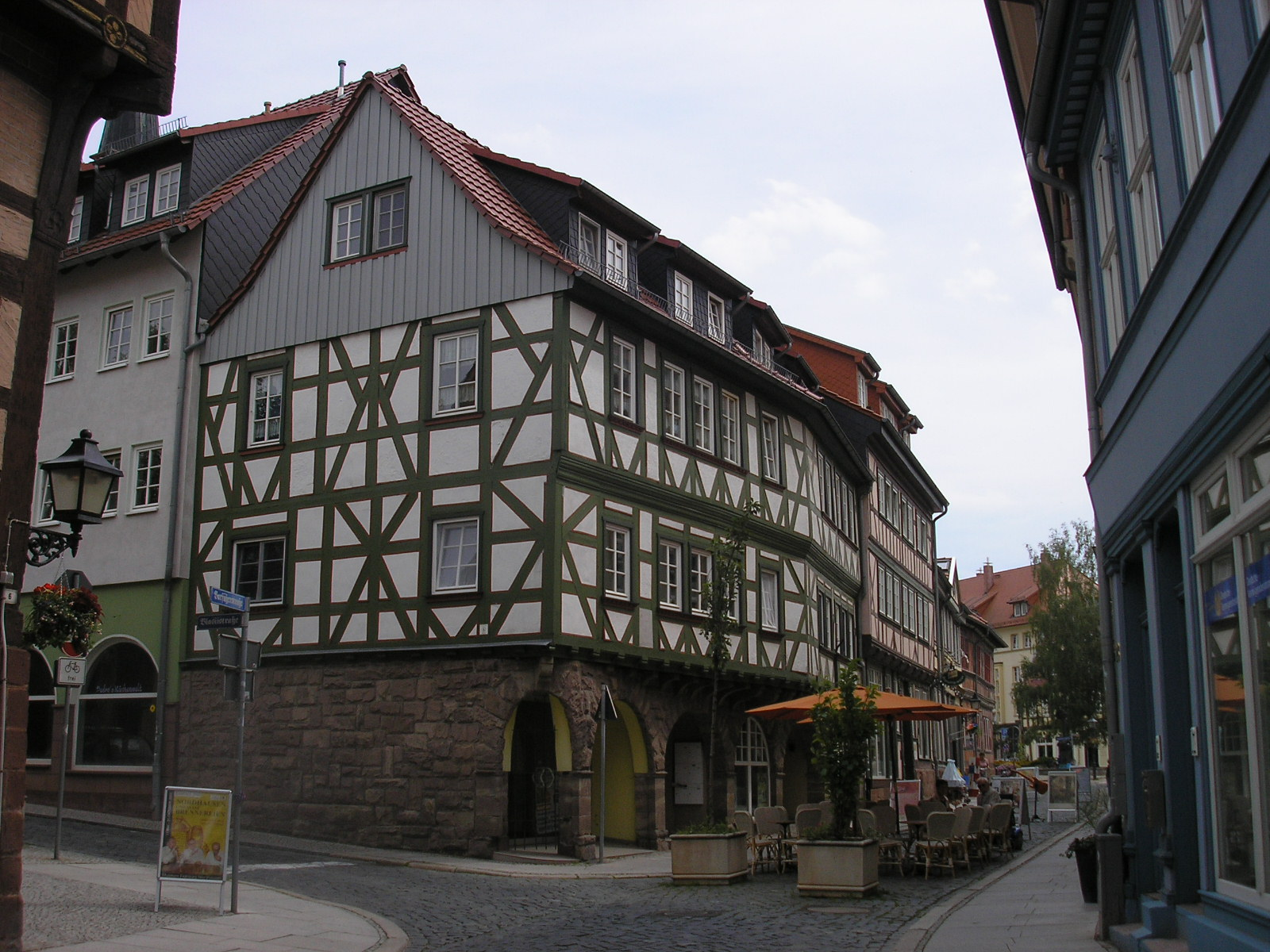
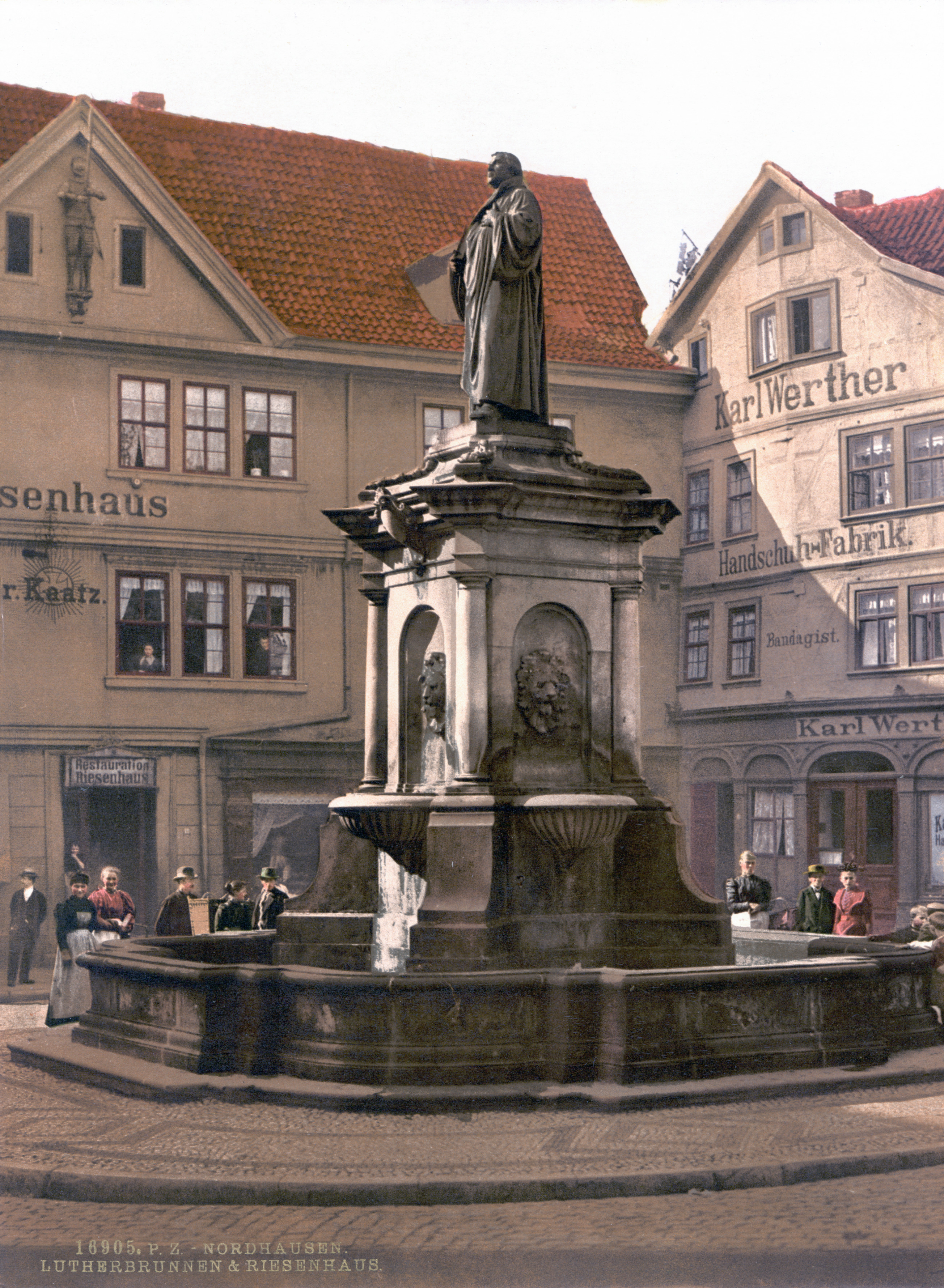
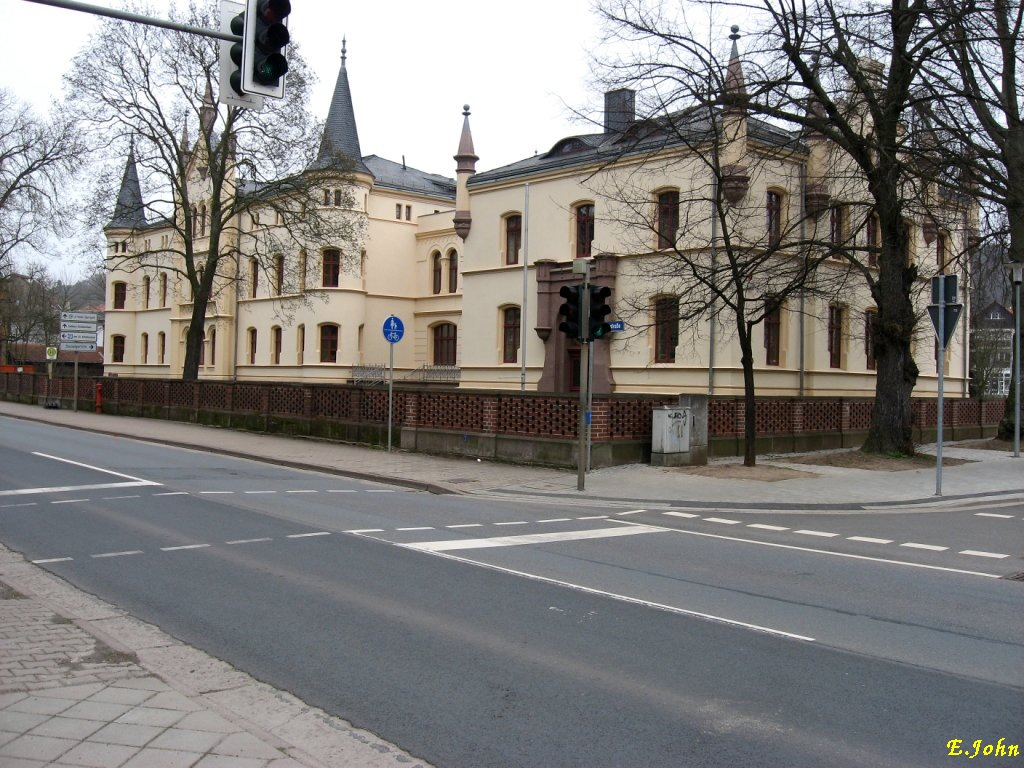
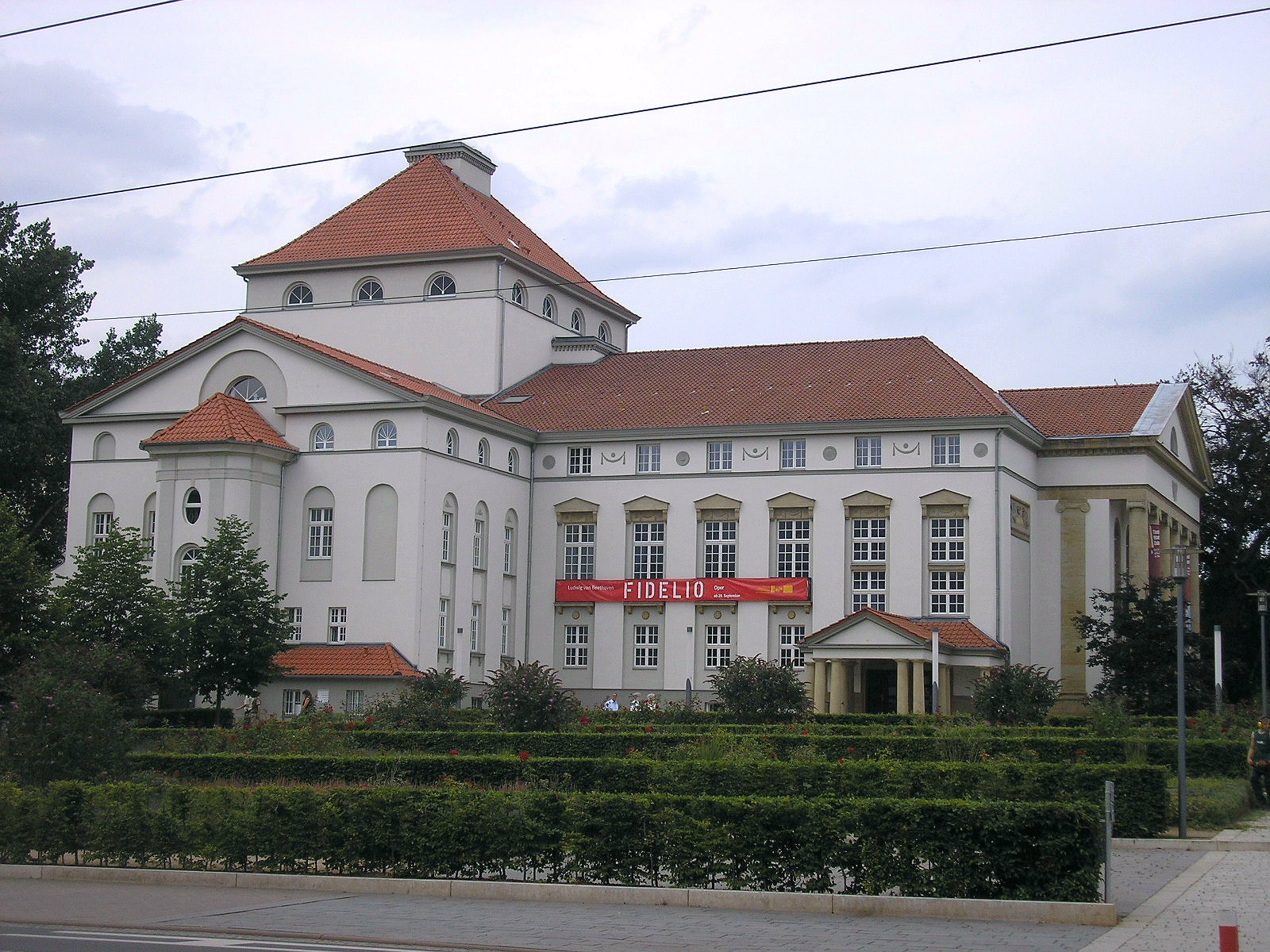
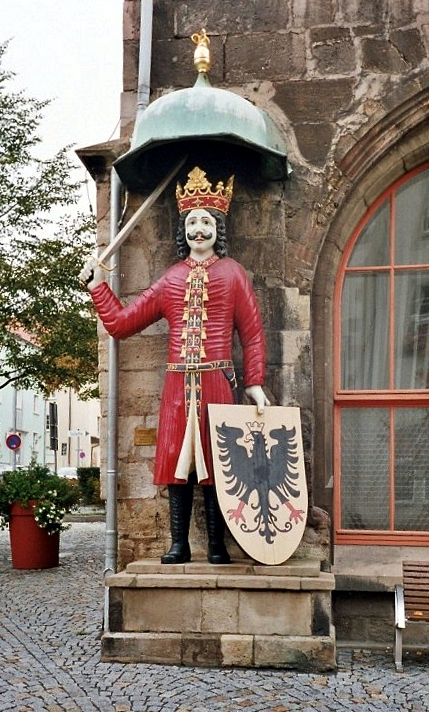
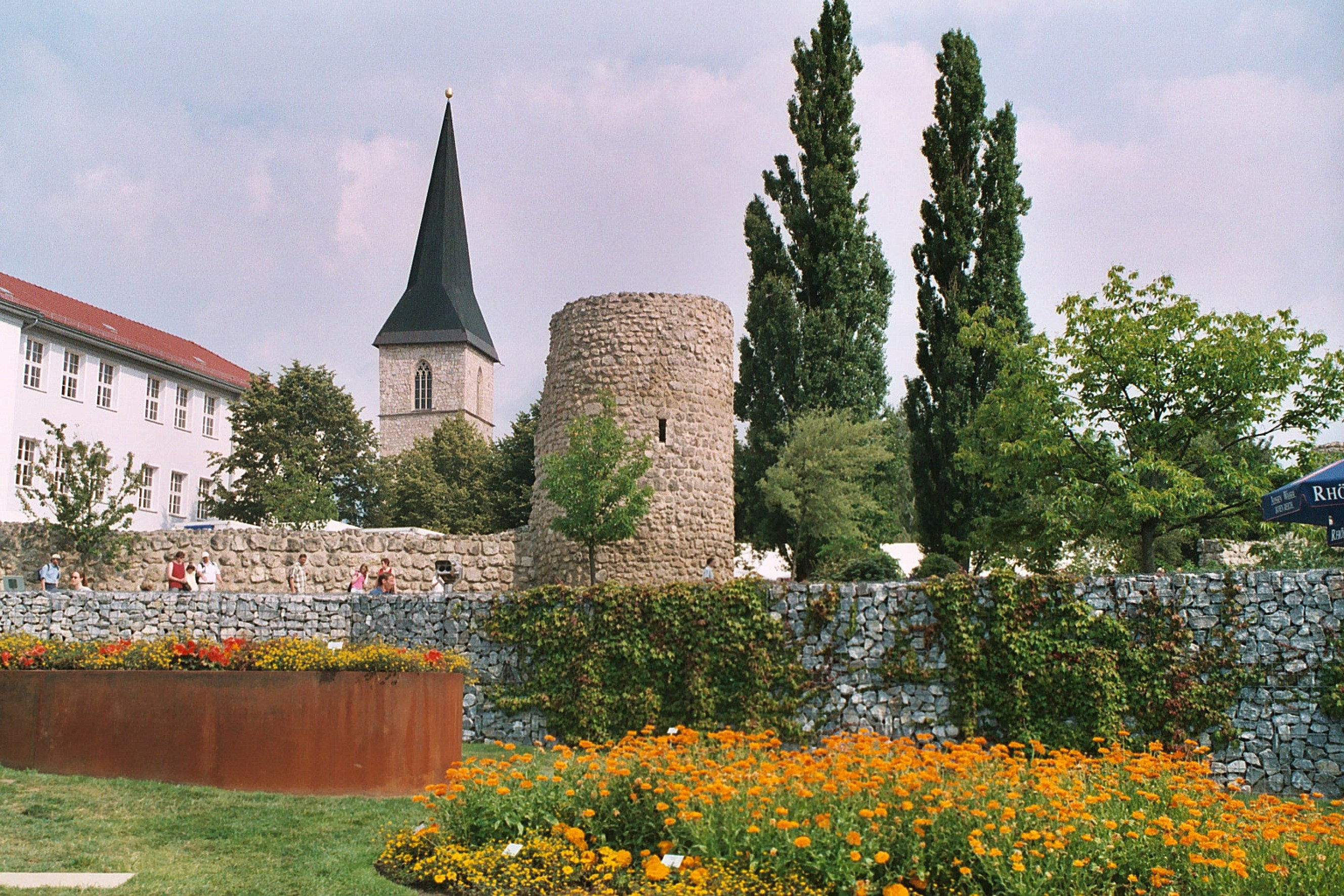
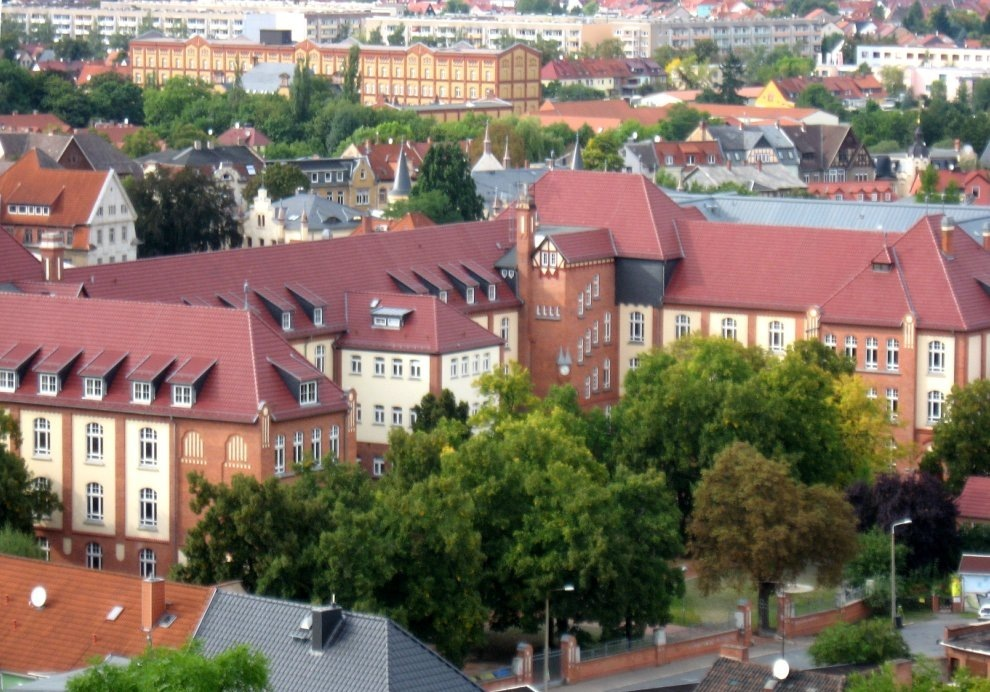
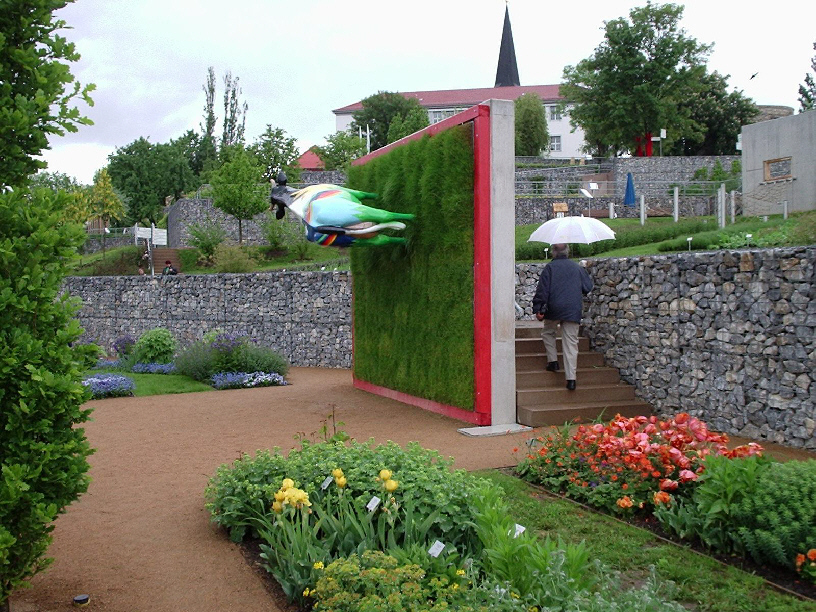
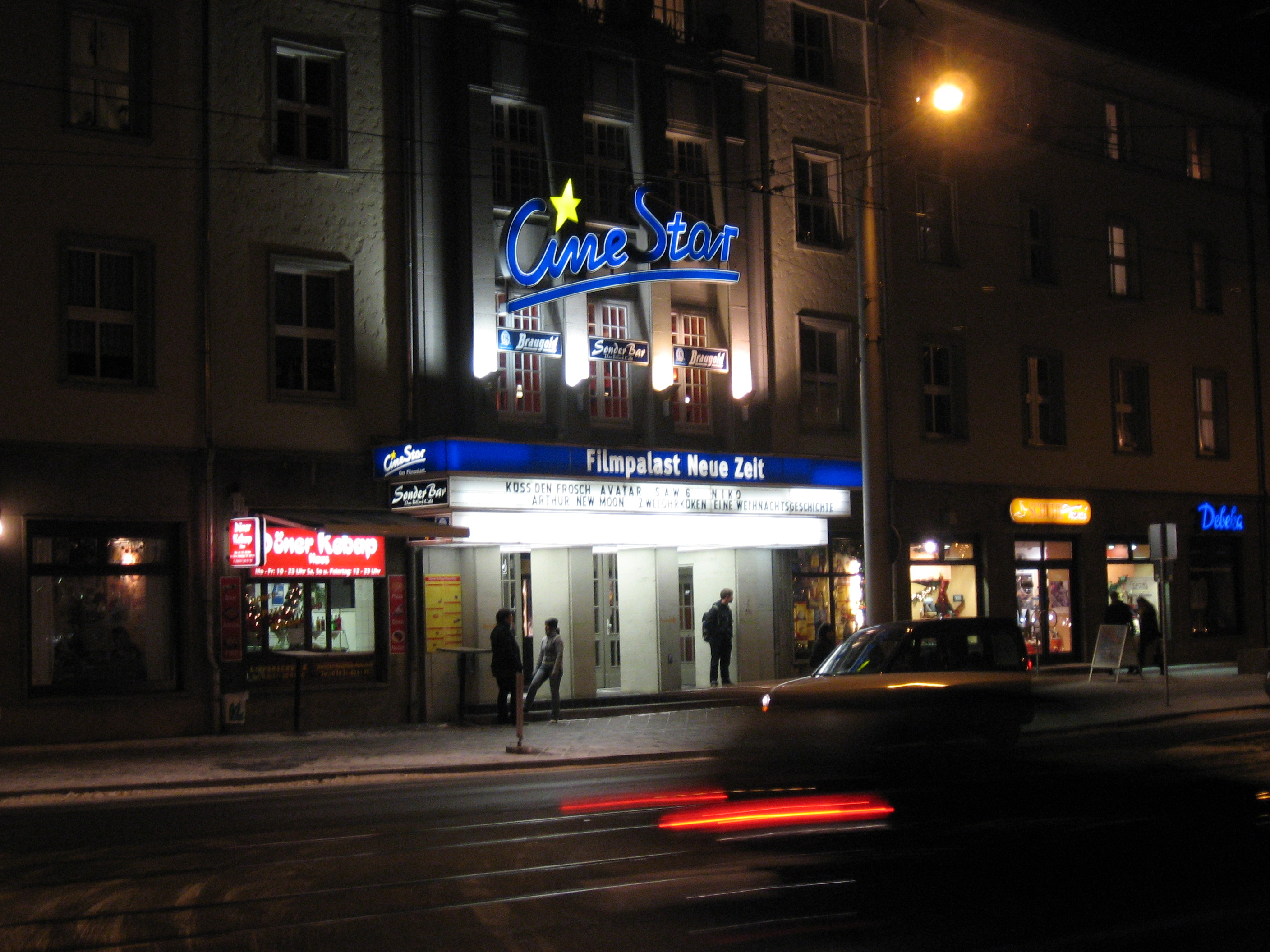
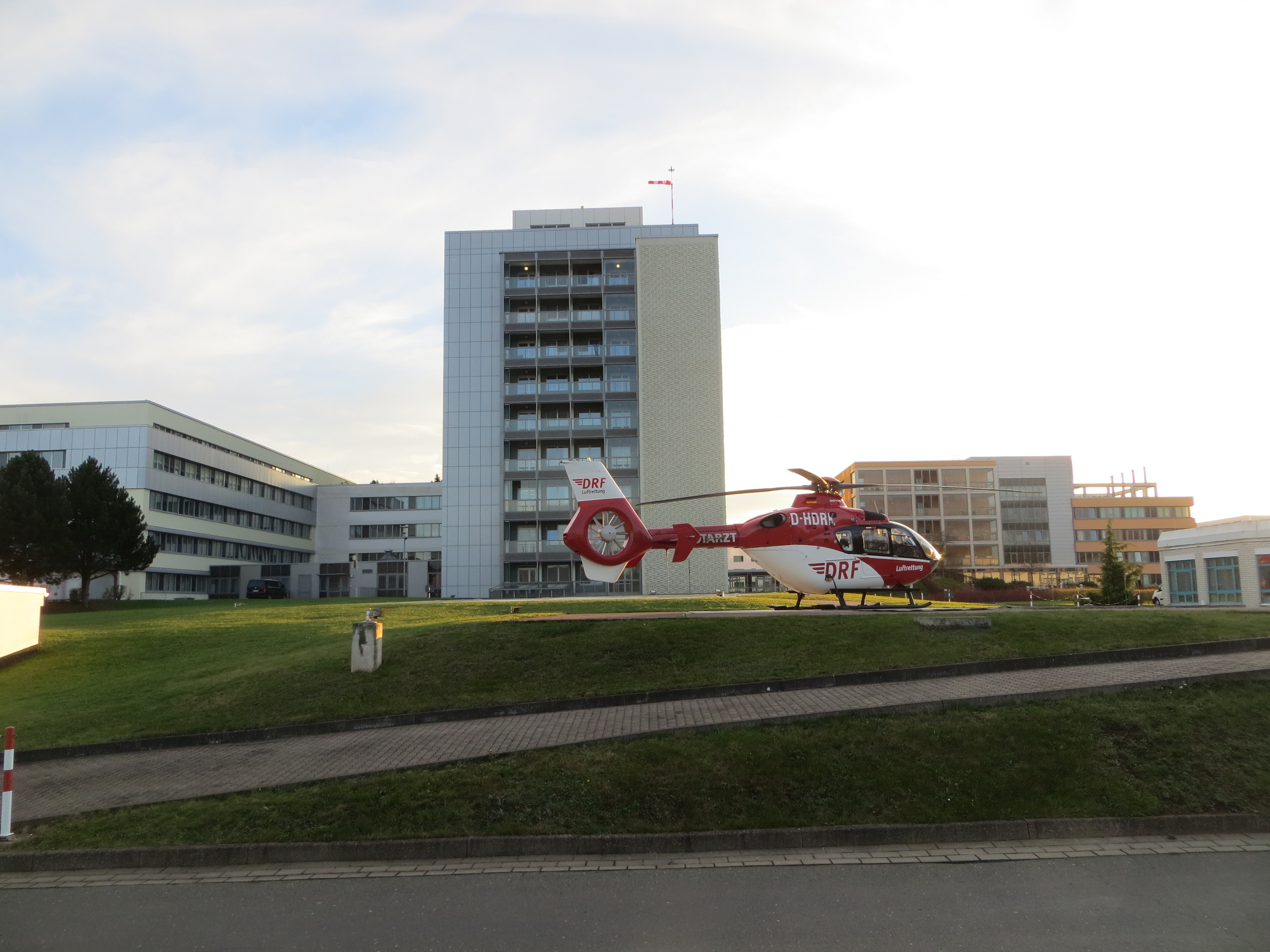
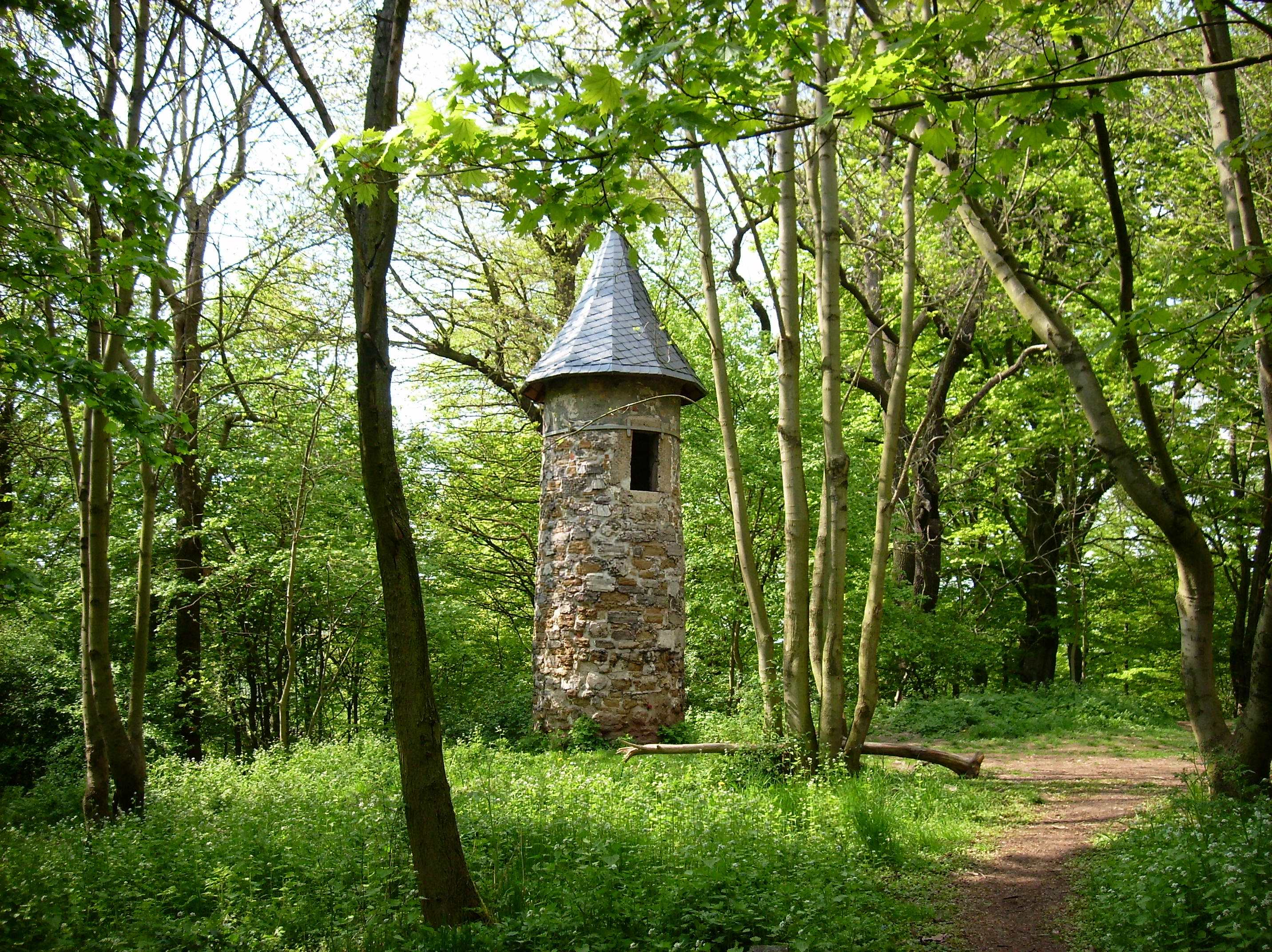
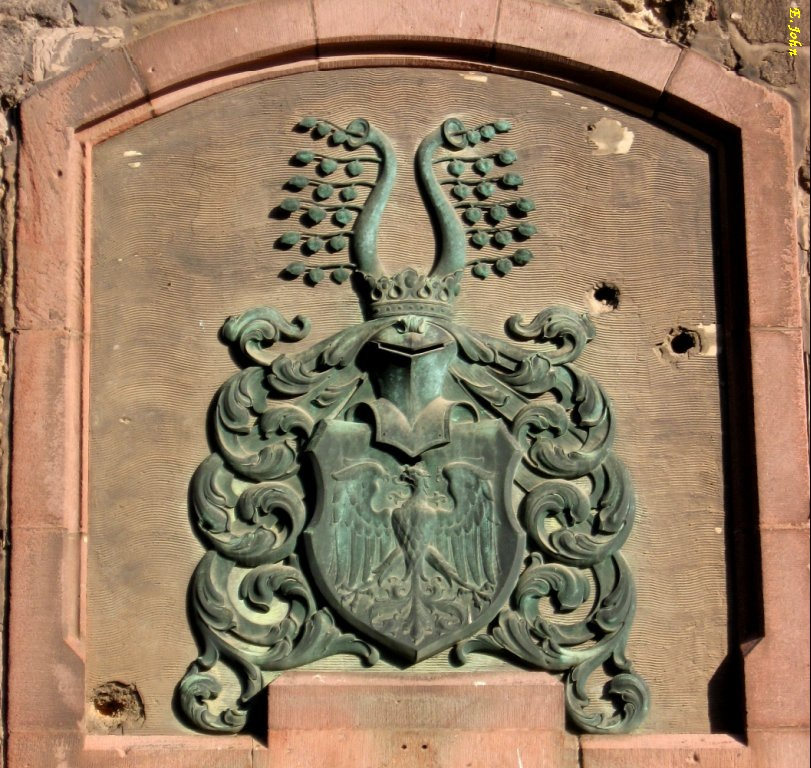

### Múzeumok
- Flohburg
- KZ-Gedenkstätte Dora-Mittelbau
- Kunsthaus Meyenburg
- Museum Tabakspeicher
- Traditionsbrennerei

## Lakosság
| 1802 – 1946 - 1802 – 8 355 - 1821 – 9 900 - 1840 – 12 000 - 1880 – 26 198 - 1890 – 26 847 - 1933 – 37 635 - 1939 – 42 316 - 1946 – 32 848 | 1950 – 1996 - 1950 – 39 452 - 1960 – 39 768 - 1981 – 47 121 - 1984 – 47 176 - 1986 – 47 681 - 1994 – 48 028 - 1995 – 47 324 - 1996 – 46 750 | 1997 – 2004 - 1997 – 46 650 - 1998 – 46 192 - 1999 – 46 057 - 2000 – 45 633 - 2001 – 45 196 - 2002 – 44 701 - 2003 – 44 311 - 2004 – 43 894 |

## A város jeles szülöttei
- Justus Jonas (1493–1555) jogász, teológus, reformátor
- Friedrich Christian Lesser (1692–1754) evangélikus teológus, történész
- Oswald Teichmüller (1913–1943) matematikus
- Lothar de Maizière (1940) jogász, politikus

## Testvértelepülések
- Izrael Bét Semes
- Franciaország Charleville-Mézières
- Németország Bochum
- Lengyelország Ostrów Wielkopolski